# Puygaillard-de-Lomagne
Puygaillard-de-Lomagne è un comune francese di 62 abitanti situato nel dipartimento del Tarn e Garonna nella regione dell'Occitania.

## Società

### Evoluzione demografica
Abitanti censiti